# Principat de Salm-Salm
El principat de Salm-Salm fou un estat sobirà del Sacre Imperi Romanogermànic. Salm-Salm ocupava al final del segle xviii un territori que era el centre d'una senyoria abans més gran anomenada Salm als Vosges. Havia substituït a una doble entitat més gran que s'havia separat després d'un llarg indivis el 1598, el comtat de Salm del comte Joan IX, del que una part esdevingué amb la seva hereva Cristina part del ducat de Lorena després del 1600, mentre l'altra part formà el principat de Salm que designa per comoditat l'altra meitat del comtat de Salm atribuïda al ringravi Frederic, comte wildgravi del Rin, elevat el 1602 a l'estatut de príncep d'Imperi. El verdader principat de Salm-Salm no va existir legalment més que entre 1751 i 1793. Era sobirà encara que els francesos disposaven d'un dret de lliure passatge. Després de l'annexió ratificada el 2 de març de 1793, la Convenció separà l'antic territori principesc en dos cantons dels Vosges, el cantó de Senones i el cantó de La Broque, aquest últim cantó completat ulteriorment per l'aportació d'altres municipis de la vall de Bruche. No s'ha de confondre amb el principat de Salm-Kyrburg, membre de la Confederació del Rin.

## Refundació del principat

### Reunió de dos rams de Salm
Els Salm descendents del Ringravi Frederic s'havien separat al segle xvii en diverses branques; la de Neufville (Salm-Neuweiler) de la línia de Salm-Dhaun havia rebut la dignitat principesca (prínceps de Salm), però també havia donat a llum la branca col·lateral dels ducs d'Hoogstraten.
El príncep de Salm, Lluís Otó, tenia per única hereva la seva filla gran Dorotea, la qual es va casar el 1719 amb el seu cosí Nicolau Leopold, de la branca col·lateral dels ducs d'Hoogstraten. A la mort del membre de la família Salm que era príncep el 1738, la branca d'Hoogstraten va recollir llavors la dignitat principesca, i Nicolau Leopold va prendre el títol de príncep de Salm-Salm per significar aquesta reunió. El territori del principat continuava sent igual, compartit amb el comtat de Salm dels ducs de Lorena.

### Refundació del territori
El principat de Salm, des de 1623, formava un territori trossejat, imbricat en els territoris del comtat de Salm corresponents al duc de Lorena. Formava també un enclavament germànic entre el ducat de Lorena, depenent de l'Imperi, i Alsàcia, lligada a França des del 1648.
A partir de 1736, pel Tractat de Viena, va ser establert per convenció entre el rei Lluís XV de França i l'emperador Carles VI del Sacre Imperi Romanogermànic que el duc Francesc III de Lorena renunciaria als seus Estats a favor de l'exrei de Polònia Stanislas Leszczyski, sogre en exili del rei de França. Estanislau esdevindria duc vitalici de Lorena i de Bar i a la seva mort, Lorena i el Barrois quedarien incorporats a França. Nicolau Leopold va témer que quan això passes el seu principat experimentés la mateixa sort. Després de llargues negociacions, va obtenir que una convenció fos signada el 21 de desembre de 1751 entre ell mateix, Estanislau i Lluís XV. Es va decidir un nou repartiment entre el comtat i el principat, arribant mena de reassignació que va portar a la creació de dues àrees geogràficament ben diferents.
Lorena va rebre l'oest del territori amb Badonviller per a capital, i els Salm-Salm abandonaven els seus drets sobre la baronia de Fénétrange. L'essència de l'antic comtat, a la riba dreta del riu Plaine era per contra atribuïda en plena propietat als prínceps de Salm-Salm, comprenent una trentena de localitats: la vila de Senones que va esdevenir capital del principat, Ménil i Saint-Maurice-les-Senones, Vieux-Moulin i les Frénot, Allarmont, Albet, La Broque, Grandfontaine, les forges de Framont, Fréconrupt, Vipucelles i Quevelles, Plaine, Champenay, Diespach, Saulxures, Bénaville et le Palais, La Petite-Raon, Paulay, Raon-sur-Plaine, Celles, Moussey, Belval, Saint-Stail, Grandrupt, Le Vermont i Vexaincourt, amb una població d'aproximadament deu mil habitants. El principat cobria un territori d'aproximadament 240 quilòmetres quadrats (20 km x 12).

## Estat sobirà
El repartiment havia afavorit el nou principat de Salm-Salm, tant en extensió com en recursos naturals o artesanals.
S'hi cultivaven el sègol, el fajol, l'ordi, la patata i una mica de forment, de cànem i de lli. S'hi trobaven boscos d'avets i, per tant, serradores, hi havia llebres, senglars, cabirols i perdius; als rius, truites, raps i ombres. Molts arbres fruiters, i cirerers en quantitat.
Hi havia també fargues. Les activitats mineres i metal·lúrgiques van constituir el patrimoni de lluny més considerable dels senyors de Salm. És en efecte a Framont-Grandfontaine que es va edificar a la meitat del segle xvi la primera empresa siderúrgica «moderna» dels Vosges on es colava la fosa al llarg de l'any, i fins alguns mesos abans de destrucció dels alts forns. La importància dels filons metal·lífers (i no la qualitat) va contribuir a la potència i al renom de les fargues principesques de Salm-Salm al segle xviii en el moment de l'annexió del principat per la França revolucionària, la família Champy (originari de Borgonya) va esdevenir propietària el 1796 i en va prosseguir l'explotació amb èxit. Progressivament la competència per la utilització a cost menor del carbó mineral les va afectar, i les fargues van sobreviure difícilment per acabar desapareixent el 1857.

### Prínceps sobirans de Salm-Salm
- Nicolau Leopold (1701-1770)
- Lluís Carles Otó (1721-1778)
- Constantí Alexandre (1762-1828).

### La capital i el tribunal dels prínceps
En la seva nova capital, Senones, els prínceps van fer edificar un primer castell el 1754 i un segon el 1778, així com diverses residències particulars. Van ordenar diversos embelliments. Dom Augustin Calmet, abat benedictí de Senones i historiador erudit, va participar en la reconstrucció del monestir del qual tenia l'encàrrec, i va contribuir a fer conèixer el principat. Voltaire mateix hi va ser el seu invitat el 1744 i 1754. Encara que hagin estat transformades en fàbriques tèxtils al segle xix, les construccions principesques i l'abadia van ser classificades monuments històrics en els anys 1980.

## Annexió a França
El principat de Salm havia aconseguit conservar la seva independència política i econòmica després dels tractats de Westfàlia que atorgaven al rei de França les possessions alsacianes dels Habsburg mentre que la part ducat de Lorena romania al Sacre Imperi Romanogermànic. Igual com el principat, la ciutat de Mülhausen, el comtat de Montbéliard amb Riquewihr i el Comtat de Saarwerden també eren considerats com territoris estrangers susceptibles de ser annexats. Els prínceps de Salm-Salm (prínceps amb possessions a Alsàcia) eren doncs considerats com senyors al servei de l'Imperi i del qual el territori, enclavat en les possessions del nou Estat francès, constituïa per a l'Assemblea constituent un obstacle a la unificació i a la seguretat del sòl nacional.
Escrutant amb inquietud els trastorns provocats per la Revolució francesa, i el fracàs de la fugida de la família reial a Varennes, el príncep ConstantÍ Alexandre va prendre la sensata precaució de retirar-se definitivament el 15 d'agost de 1791 de Senones, capital del seu principat i anar al seu castell d'Anholt a Westfàlia. Aquest domini havia estat adquirit el 1647 pel matrimoni del príncep Leopold Felip Carles de Salm amb l'hereva dels comtes d'Anholt, Anna-Maria.
La Convenció Nacional, havia prohibit - més formalment el 1792 sota pena de mort - la sortida dels productes del territori nacional francès en temps de guerra, i va establir un bloqueig econòmic del principat que va provocar una crisi alimentària en aquest. Les converses iniciades des d'Anholt pel príncep Constantí i per emissaris del principat no van tenir èxit, obrint la via a un procediment d'annexió de l'enclavament pels partidaris de la República o els enemics de l'antic orde religiós en el si de les instàncies representatives del principat. El consell municipal de Senones no va tenir més opció que votar l'annexió a la república francesa el 21 de febrer de 1793. El tractat, ratificat a París per la Convenció nacional el 2 de març de 1793, precisa, no sense cinisme, que la Convenció accepta: «el vot lliurement emès pel poble del principat de Salm …;». Sota l'ègida del convencional Couthon, l'antic territori del principat que compta més de 12.000 habitants fou definitivament incorporat al departament dels Vosges. Un monument de 1893, sobre la plaça del «nou castell» a Senones, commemora el centenari de l'annexió. El Regiment de Salm-Salm va ser dissolt l'1 de gener de 1791 i va esdevenir el 62è d'infanteria en línia que va participar en la batalla de Valmy. L'oficina de turisme de Senones ha escollit de posar en valor aquest passat històric, reconstituint una secció d'aquest regiment i organitzant, per als turistes, un relleu de la guàrdia.